# Un couple parfait (film, 1979)
Pour les articles homonymes, voir Un couple parfait.
Pour plus de détails, voir Fiche technique et Distribution.
Un couple parfait (titre original : A Perfect Couple) est un film américain réalisé par Robert Altman, sorti en 1979.

## Fiche technique
- Titre original : A Perfect Couple
- Titre français : Un couple parfait

- Réalisation : Robert Altman
- Scénario : Robert Altman et Allan F. Nicholls
- Photographie : Edmond L. Koons
- Production : Robert Altman
- Société(s) de production : Lion's Gate

- Musique : Tom Pierson et Tony Berg
- Pays d'origine : USA
- Langue originale : anglais
- Durée :  112 minutes

## Distribution
- Paul Dooley : Alex Theodopoulos
- Marta Heflin : Sheila Shea
- Titos Vandis : Le père, Panos Theodopoulos
- Belita Moreno : Elousa
- Henry Gibson : Fred Bott
- Dimitra Arliss : Athena
- Ted Neeley : Teddy
- Heather MacRae : Mary
- Allan F. Nicholls : Dana 115
- Ann Ryerson : Skye 147 Veterinarian
- Poppy Lagos : Melpomeni Bott
- Dennis Franz : Costa
- Margery Bond : Wilma
- Mona Golabek : Mona
- Terry Wills : Ben
- Susan Blakeman : Penelope Bott
- Melanie Bishop : Star